# Rájecká rašeliniště
Rájecká rašeliniště jsou přírodní rezervace na území Chráněné krajinné oblasti Labské pískovce v blízkosti obce Tisá v okrese Ústí nad Labem. Lokalita byla vyhlášena přírodní rezervací roku 2004 a je v péči Správy Národního parku České Švýcarsko.
Území je chráněno z důvodu cenného rašelinného biotopu vzniklého na propustném pískovcovém podloží. Jedná se o brusnicové rašelinné bory s výskytem zvláště chráněných druhů, jako je např. klikva bahenní. Lokalita se překrývá s ptačí oblastí Labské pískovce nebo evropsky významnou lokalitou Olšovský potok. V blízkosti lokality vede naučná stezka Zapomenuté pohraničí a nachází se zde lezecká oblast Ptačí stěny.

## Historie

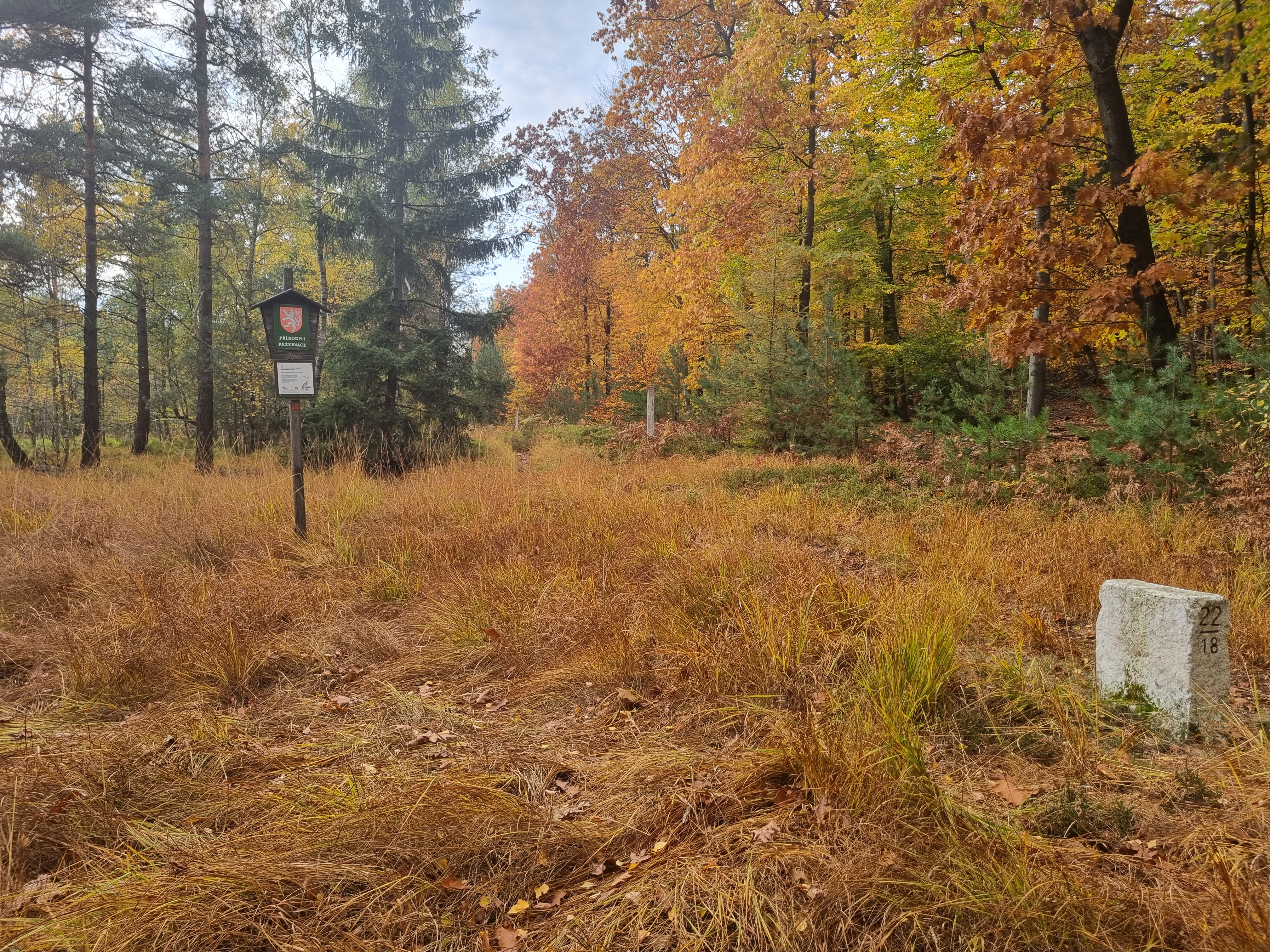
Rájec I – značení přírodní rezervace a hraniční kámen

Rájecká rašeliniště se nachází v oblasti s kdysi bohatým výskytem rašelinišť. V průzkumu z let 1960 – 1970 je oproti současnému stavu zaznamenán výskyt druhů šicha černá (Empetrum nigrum), rosnatka okrouhlolistá (Drosera rotundifolia), bříza zakrslá (Betula nana) a borovice bahenní (Pinus palustris). Rozloha tehdejšího rašeliniště činila 0,6 ha s masou rašeliny 3000 m³. Tehdy hodnocené území nebylo odvodněno ani jinak narušeno.
Jihovýchodním směrem od nynější rezervace leželo rašeliniště, které již zaniklo umělým odvodněním. Antropogenní zásahy jsou patrné i na nynějších rašeliništích. Na lokalitě Rájec II byly vybudovány odvodňovací kanály. Lokalita Rájec I utrpěla pojezdy těžké mechanizace. Pískovcové podloží je pro vznik rašelinišť nevhodné, proto je jejich vznik v Labských pískovcích vzácností. Důsledkem toho vznikla snaha o celkové zachování významného biotopu. V 90. letech zde byly vybudovány přehrážky pro zadržení více vody a vyřezány náletové dřeviny pro zabránění sukcese lesa, která výrazně mění charakter rašelinné vegetace. Oblast byla prohlášena přírodní rezervací roku 2004.

## Přírodní poměry

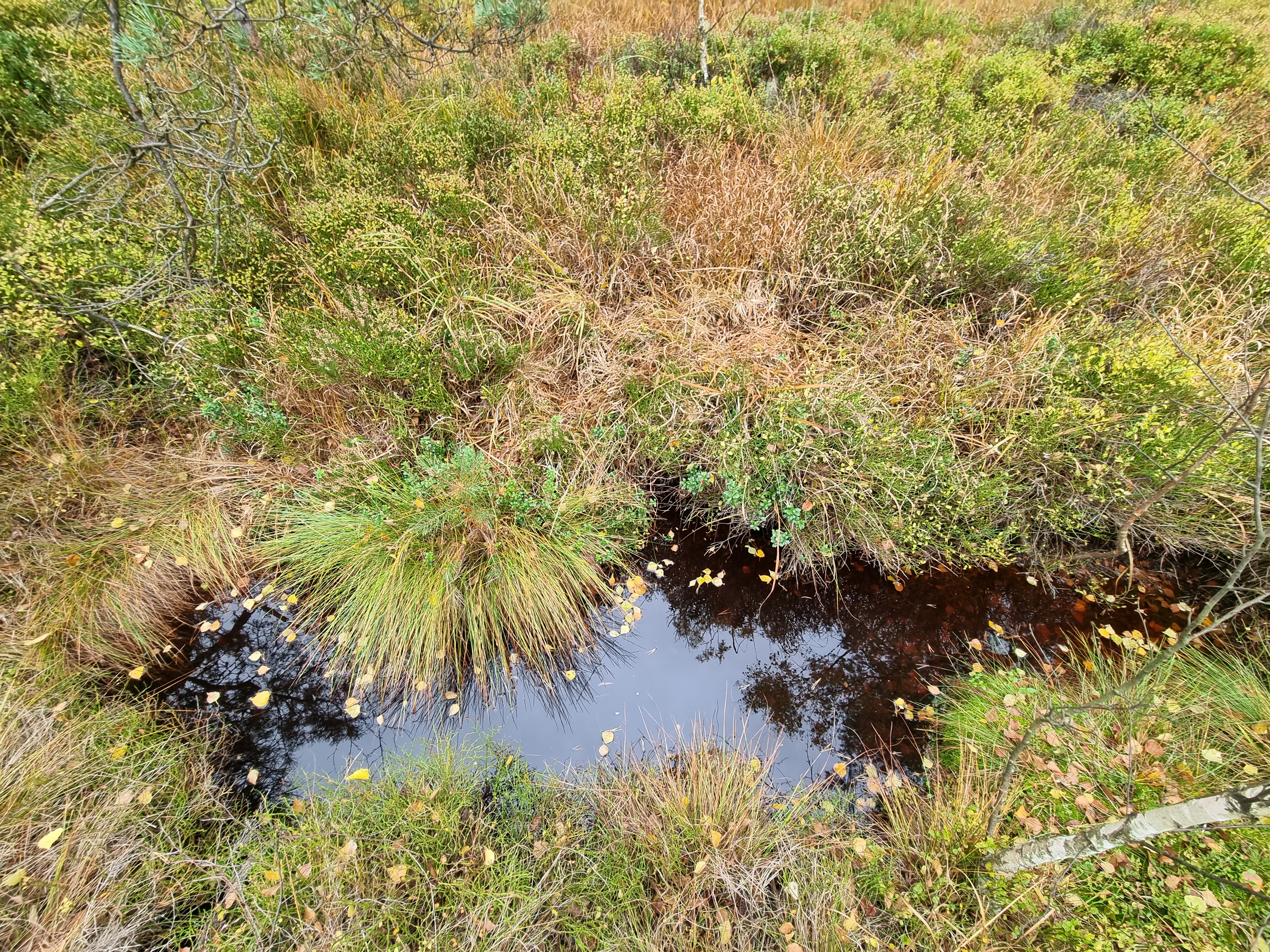
Stálá vodní plocha v lokalitě Rájec II

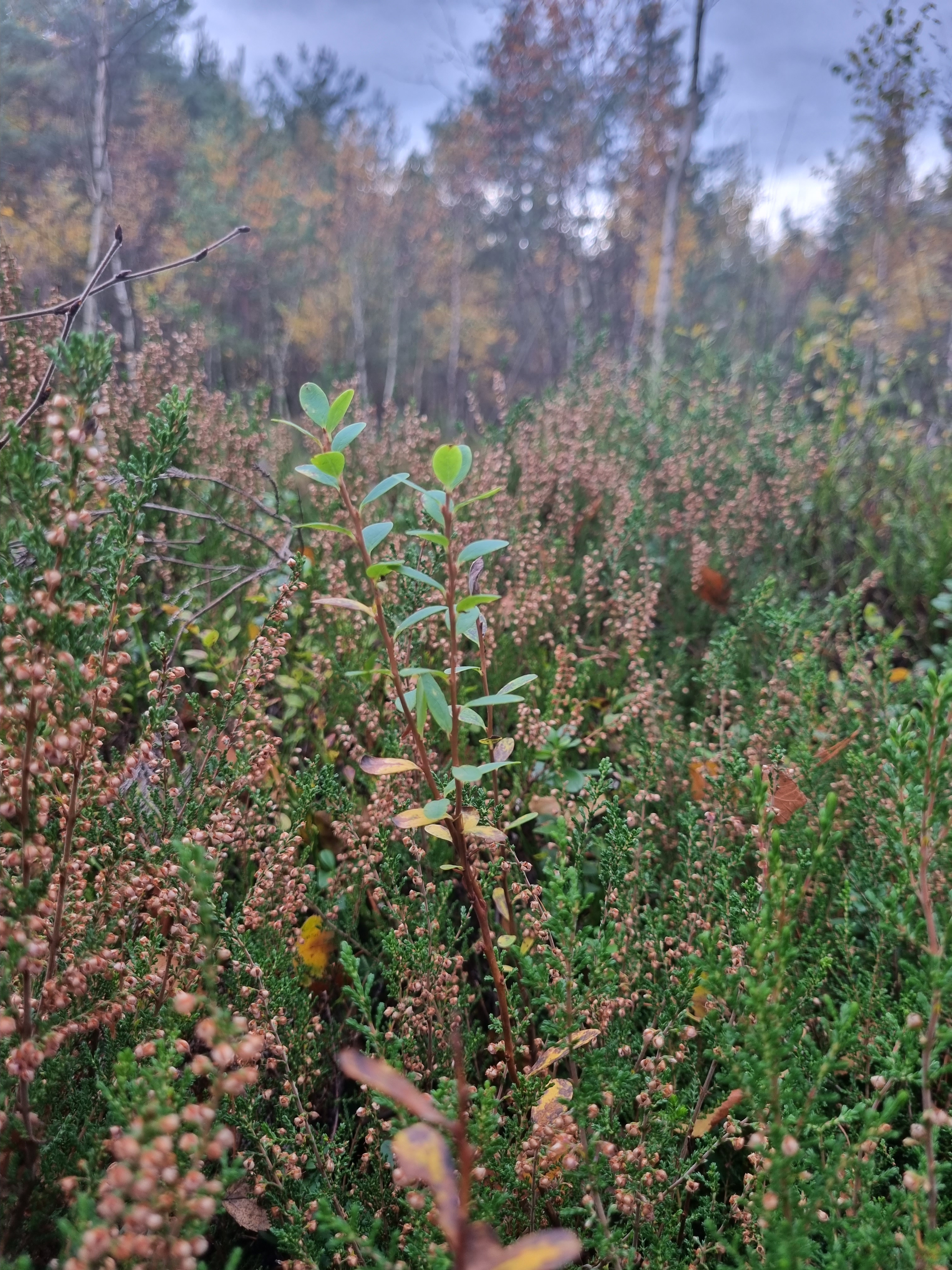
Vřes obecný a vlochyně bahenní

Území, ve kterém se přírodní rezervace nachází, leží v oblasti chráněné krajinné oblasti Labské pískovce a to přibližně 3 km severně od obce Tisá v Ústeckém kraji, těsně u státních hranic s Německem. Území je ze západní strany ohraničeno osadou Rájec a nespočtem skalních útvarů. Ze strany severovýchodní je lemováno státní německou hranicí. Na jih od území vede tzv. Mezinárodní cesta značená naučnou stezkou a červenou turistickou značkou. K samotným rašeliništím žádná značená cesta nevede.
Přírodní rezervace je rozdělena na dvě oblasti: Rájec I přiléhající k státní hranici a Rájec II vzdálená asi 150 metrů jihovýchodně od lokality Rájec I. Rozloha obou ohraničených ploch má dohromady 1,68 ha a leží v nadmořské výšce okolo 546 metrů.
Rájecká rašeliniště vznikla nahromaděním dešťové vody v terénních depresích na pískovcovém podloží. Geologický charakter celé chráněné krajinné oblasti Labské pískovce je tvořen písčitými usazeninami moře vzniklých v období křídy. V lokalitě převládají kvádrové pískovce z období spodního a středního turonu usazené na starších horninách krystaliniku Krušných hor. Území leží na geomorfologickém celku Děčínská vrchovina v části Sněžnická hornatina.
Pískovec je hornina s vysokou propustností vody, nikterak vhodná pro vznik rašelinného biotopu nebo povrchových či stojatých vod. Místní rašeliniště je z části tvořeno nepropustným podložím složeným z jílovito-písčitých sedimentů. V důsledku vysoké propustnosti leží vodonosná vrstva v hloubce přibližně dvacet metrů. Podzemní voda ležící takto hluboko nemá pro rašeliniště žádný význam, to je zásobováno pouze vodou srážkovou. Rozložení srážek během roku je v lokalitě značně rozkolísané a do budoucna nejsou predikce zvyšujících se teplot i snížení srážek pro ekosystém rašeliniště nijak příznivé. Nejstabilnější vodní režim má lokalita Rájec II.
Charakter rašelinné půdy v oblasti není reprezentativní. Největší mocnost (hloubka) rašeliny byla naměřena u lokality Rájec II a to 78 centimetrů. Maximální mocnost u lokality Rájec I činí 44 centimetrů. V minulosti byl vývoj rašeliny pravděpodobně nerovnoměrný vzhledem k povaze oblasti. Mělké prohlubně mají tendence vysychat. Sediment mohl být též poškozen mineralizací rašeliny spojené s údajným odvodněním způsobeným zásahy člověka. Obě dvě lokality mohou být považovány za degradující až degradované. Rašeliniště této povahy patří k nejzranitelnějším.

### Flóra
Ve stromovém patře se vyskytují druhy borovice lesní (Pinus sylvestris), bříza bělokorá (Betula pendula), bříza pýřitá (Betula pubescens), jeřáb ptačí (Sorbus aucuparia). V bylinném patře je výskyt druhů brusnice brusinka (Vaccinium vitis-idaea), brusnice borůvka (Vaccinium myrtillus), vlochyně bahenní (Vaccinium uliginosum), klikva bahenní (Vaccinium oxycoccos), vřes obecný (Calluna vulgaris) vrba ušatá (Salix aurita), suchopýr pochvatý (Eriophorum vaginatum) a suchopýr úzkolistý (Eriophorum augustifolium). Časté jsou i druhy rašeliníku (Sphagnum) a s vysycháním bylo pozorováno větší rozšíření trav rodu bezkolenec (Molinia caerulea).
Byl zaznamenán výskyt houby plíška brusinková (Exobasidium vaccinii) parazitující na keřích brusnice (Vaccinium).

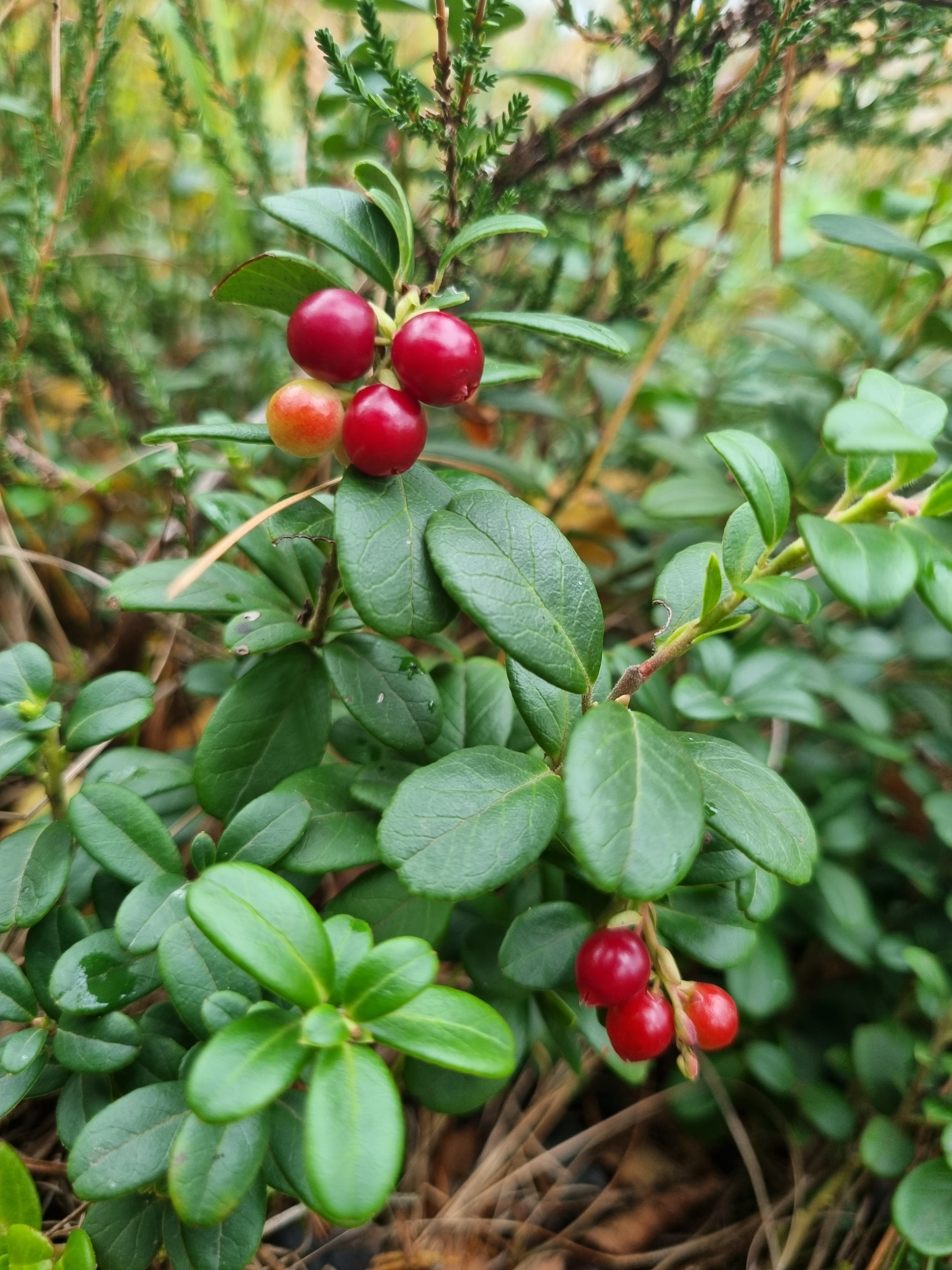
Brusnice brusinka s plodem v lokalitě Rájec II

### Mechorosty
Bylo zde zjištěno 44 taxonů mechorostů (Bryophyta), což není vzhledem k ploše a charakteru lokality mnoho. Nejvýznamnějšími nalezenými druhy jsou játrovka drobnička zoubkatá (Cephaloziella spinigera), která je považována za zranitelný druh a pérovec hřebenitý (Ptilium crista-castrensis). Oba druhy jsou na červeném seznamu mechorostů České republiky.

### Fauna
Byl zde zaznamenán výskyt 196 druhů motýlů (Lepidoptera). U řady z nich se jedná o tyrfobionty, druhy vázané na rašeliniště. Příkladem je dřevobarvec brusnicový (Lithomoia solidaginis). Byly nalezeny i relativně vzácné druhy jako předivka Ocnerostoma friesei, hrotnokřídlec kapradinový (Pharmacis fusconebulosa), obaleč pryskyřičný (Retinia resinella) nebo bourovec dubový (Lasiocampa quercus).
Byly zde nalezeny spíše chladnomilné druhy ploštic (Heteroptera), např. Nabicula limbata, Nabicula flavomarginata, Drymus brunneus nebo Oxycarenus modestus.
Z plazů (Reptilia) byla pozorována ještěrka živorodá (Lacerta vivipara) a zmije obecná (Vipera berus). Ze savců (Mammalia) jsou uváděni rejsek malý (Sorex minutus) a zajíc polní (Lepus europaeus). Významná a hojná je také přítomnost spárkaté zvěře.

## Ochrana přírody

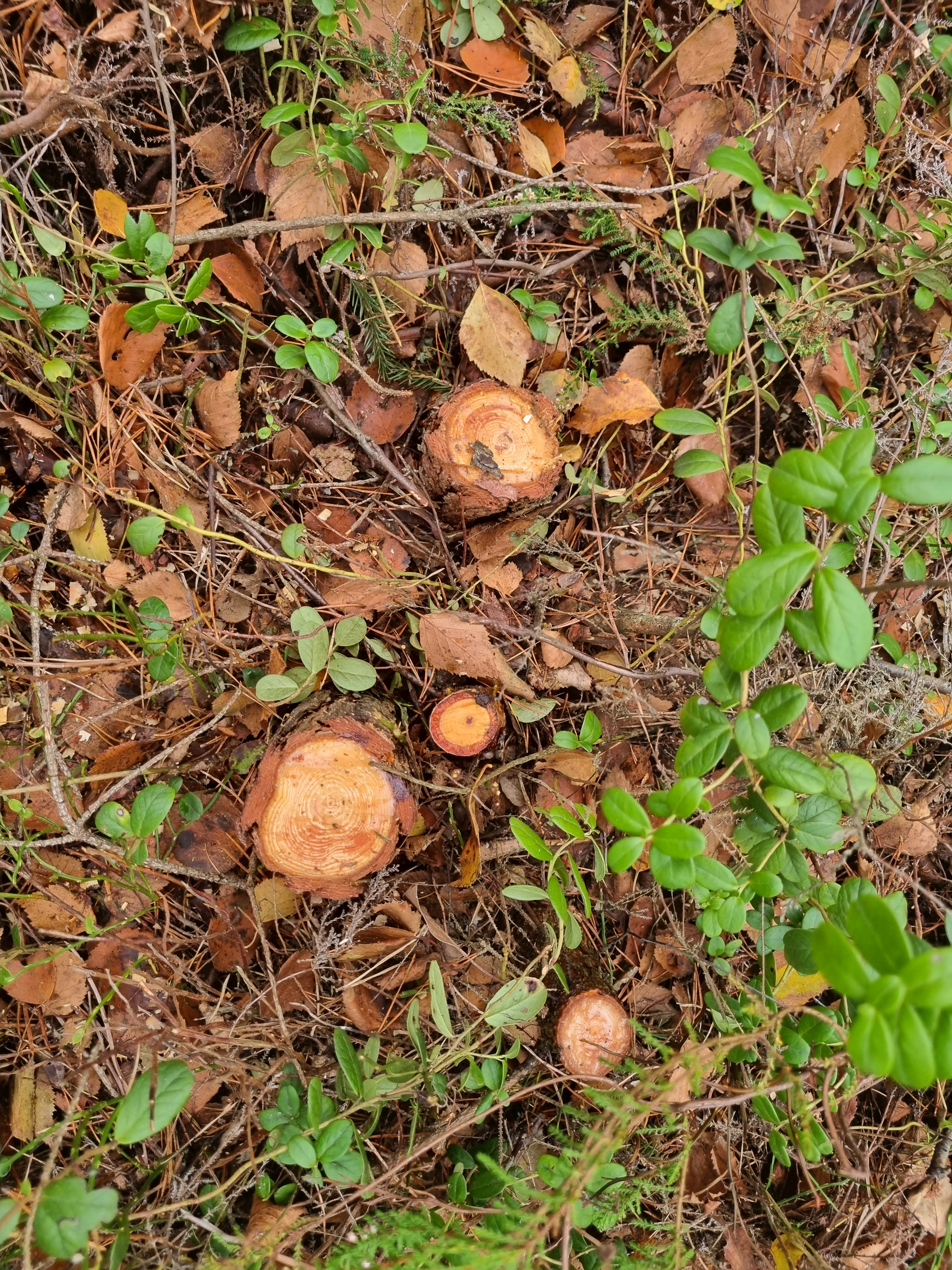
Ukázka managementu – pařezy po vyřezání zmlazujících bříz

Rašeliništím se i přes jejich malou rozlohu dostává velké pozornosti. Mají význam pro vodní režim krajiny kvůli trvalému zamokření a ukládání organické hmoty. Schopnost zadržovat vodu není bohužel u Rájeckých rašelinišť valná, o což víc je místní ekosystém křehký a vzácný. Z hlediska biodiverzity se společenstvu rašelinné vegetace přisuzuje nezastupitelná role v udržení množství často vzácných či mimo tento biotop nepříliš hojných druhů. Hodnotným druhem je například klikva bahenní (Vaccinium oxycoccos) a suchopýr pochvatý (Eriophorum vaginatum).
Území se překrývá s dalšími chráněnými územími, a to s chráněnou krajinnou oblastí Labské pískovce, chráněnou oblastí přirozené akumulace vod SČ křída, ptačí oblastí Labské pískovce a evropsky významnou lokalitou Olšovský potok.

### Management
V době, kdy začala ochrana přírody zasahovat na území rašeliniště, byly plochy již narušeny odvodněním, pojezdy těžké mechanizace a byly připraveny na stromovou výsadbu. K záchraně lokality musely být zlikvidovány nežádoucí dřeviny jako borovice vejmutovka (Pinus strobus) a modřín opadavý (Larix decidua). Vyřezány byly též nálety borovice lesní (Pinus sylvestris) a břízy bělokoré (Betula pendula). Pro obnovu vodního režimu byly přehrazeny meliorační kanály, aby byla zvýšena retence vody a lokalita vodu lépe zadržovala. Proti průsaku byla využita i folie a rašelinná půda.

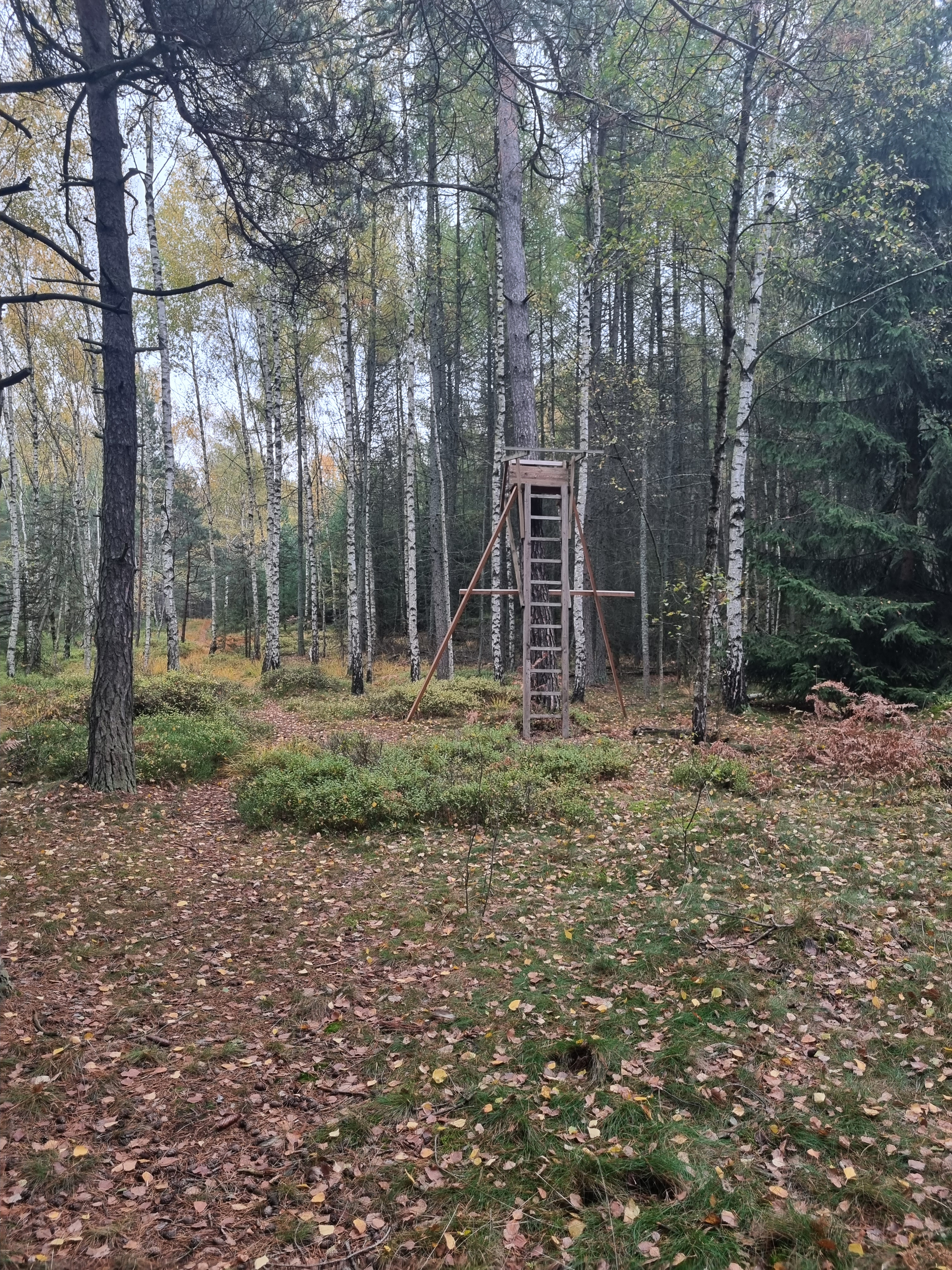
Myslivecká kazatelna u Rájeckých rašelinišť

Kolem lokality byl udržován plot jako obrana před spárkatou zvěří, která rašeliniště využívala jako kaliště. Posléze muselo být oplocení zcela zlikvidováno kvůli jeho špatnému stavu. Dnes jsou cenné plochy rašeliniště bráněny pachovým ohradníkem a nedaleko byla vybudována myslivecká kazatelna.
Aby byl zachován charakter biotopu, je nutno nadále zlepšovat vodní režim lokality. Daří se tak vybudováním kanálů, které stahují vodu z okolí a vybudované přepážky zde vodu zadržují. Počet však není dostatečný. Nízká retence lokality je také spojena s rozšířením druhu bezkolenec (Molinia), což je důsledkem provzdušnění organické půdy a jejího rozkladu. Je také nutné zabraňovat sukcesi lesa vyřezáváním zmlazujícího březoborového lesa. Hydrogeologické podmínky lokality nejsou příznivé a historicky místní bezlesí směřovalo sukcesí vždy spíše k lesu.

## Turismus
K Rájeckému rašeliništi nevede žádná značená cesta. Následováním cesty kopírující státní hranici lze lokalitu však snadno najít. Výchozím bodem může být protnutí státní hranice s cyklostezkou 3017 jihovýchodním směrem od lokality. V okolí území vede naučná stezka Zapomenuté pohraničí. Osadou Rájec též vede úsek trasy zelené turistické značky. Vede tudy i Evropská dálková trasa E3 a Severní stezka poutní trasy Via Czechia.
Labské pískovce jsou významnou lezeckou oblastí. Rájec je jednou z lezeckých lokalit s průvodcem v databázi Českého Horolezeckého Svazu. V bezprostřední blízkosti rezervace stojí Ptačí stěny se stovkami vyznačených lezeckých cest.